# NV Возничего
NV Возничего (лат. NV Aurigae) — одиночная переменная звезда в созвездии Возничего на расстоянии приблизительно 1924 световых лет (около 590 парсеков) от Солнца. Видимая звёздная величина звезды — от +6,2m до +3,6m.

## Характеристики
NV Возничего — красный сверхгигант, пульсирующая переменная звезда, мирида (M) спектрального класса M10. Радиус — около 3400 солнечных, светимость — около 94000 солнечных. Эффективная температура — около 1750 К.